# Austrophilus necopinus
Austrophilus necopinus är en tvåvingeart som beskrevs av Thompson 2000. Austrophilus necopinus ingår i släktet Austrophilus och familjen blomflugor. Inga underarter finns listade i Catalogue of Life.